# Castle Ashby
Castle Ashby är en ort och civil parish i Storbritannien.   Den ligger i grevskapet Northamptonshire i riksdelen England, i den södra delen av landet, 90 km nordväst om huvudstaden London. Castle Ashby ligger 81 meter över havet och antalet invånare är 111.
Terrängen runt Castle Ashby är platt. Runt Castle Ashby är det tätbefolkat, med 659 invånare per kvadratkilometer. Närmaste större samhälle är Northampton, 10,0 km väster om Castle Ashby. Trakten runt Castle Ashby består till största delen av jordbruksmark.